# La Clytte Military Cemetery
La Clytte Military Cemetery is een Britse militaire begraafplaats met gesneuvelden uit de Eerste Wereldoorlog, gelegen in het Belgische gehucht De Klijte, deel van Heuvelland. De begraafplaats werd ontworpen door Edwin Lutyens en wordt onderhouden door de Commonwealth War Graves Commission. Het langwerpig, nagenoeg rechthoekig terrein is 4.435 m² groot en omgeven met een bakstenen muur. Er zijn twee toegangsgebouwen aan de straatzijde (L en R), eveneens in rode baksteen. Vooraan in het midden staat de Stone of Remembrance en achteraan, in een apsis staat het Cross of Sacrifice.
Er liggen 1.082 doden begraven waaronder 238 die niet geïdentificeerd konden worden.

## Geschiedenis
In het gehucht "De Klijte" waren tijdens de oorlog enkele brigadehoofdkwartieren gevestigd. De begraafplaats werd door eenheden van de infanterie, artillerie en genie gebruikt van november 1914 tot april 1918. Aan het einde van de oorlog lagen er bijna 600 doden begraven. Later werd ze nog uitgebreid met geïsoleerde doden uit de omringende slagvelden en enkele kleinere begraafplaatsen. Voor 20 slachtoffers werden Special Memorials opgericht omdat men aanneemt dat ze zich onder de naamloze graven bevinden.
Er liggen 1.082 doden waaronder 1.010 Britten (waaronder 234 niet geïdentificeerde), 12 Australiërs (waaronder 2 niet geïdentificeerde), 51 Canadezen (waaronder 1 niet geïdentificeerde), 3 Nieuw-Zeelanders en 6 Zuid-Afrikanen (waaronder 1 niet geïdentificeerde).
In 2009 werd de begraafplaats als monument beschermd.

## Graven
- Eén graf is afkomstig van het ontruimde Leicester Camp Cemetery. Daarop staan 2 namen gebeiteld, terwijl maar 1 militair in het graf begraven ligt. Het gaat om de stoffelijke resten van een van twee militairen van eenzelfde regiment, die beiden op hetzelfde moment gedood werden. Hun kameraden konden echter slechts één onherkenbaar lijk terugvinden. Vandaar dat beide doden nu op één grafsteen herdacht worden met de tekst: one of whom is buried in this grave.

### Onderscheiden militairen
- Ambrose Robin Innes-Browne, luitenant-kolonel bij de King's Own Scottish Borderers werd onderscheiden met de Distinguished Service Order (DSO).
- Adrian Consett Stephen, majoor bij de 22nd Army Brigade, Royal Field Artillery werd onderscheiden met het Military Cross (MC) en het Croix de Guerre met palm. Hij sneuvelde op 14 maart 1918 op 26-jarige leeftijd.
- Talbert Stevenson, kapitein bij de Black Watch (Royal Highlanders) werd tweemaal onderscheiden met het Military Cross (MC and Bar). Hij stierf op 14 november 1917 op 22-jarige leeftijd.
- de kapiteins I.S. Paterson en R.A. Saunders, de onderluitenants N. McDonald en Humphrey Stanley Reece en de kapelaans Charles Gustave Clark Meister  en Basil Pemberton Plumptre werden onderscheiden met het Military Cross (MC).
- sergeant Clifford James Loggey, korporaal John F. Barclay, kanonnier Ernest Bennett en compagnie sergeant-majoor J. Nunn werden onderscheiden met de Distinguished Conduct Medal (DCM). Laatstgenoemde ontving ook nog de Military Medal (MM).
- er werden nog 17 militairen onderscheiden met de Military Medal (MM) waaronder sergeant G.B. Qruickshank tweemaal (MM and Bar).

### Gefusilleerde militair
- soldaat Leonard Mitchell van het 8th Bn. York and Lancaster Regiment, werd wegens desertie gefusilleerd op 19 september 1917.[3]

### Aliassen
- sergeant Reginald F.J. Hollowell diende onder het alias J. Campion bij de Royal Field Artillery.
- artillerist Reginald Stephens diende onder het alias R. Adams bij de Royal Field Artillery.